# Coeliccia schmidti
Coeliccia schmidti – gatunek ważki z rodziny pióronogowatych (Platycnemididae).